# Sociedad Mexicana de Estudios Electorales
La Sociedad Mexicana de Estudios Electorales, A.C. (SOMEE) es una agrupación de personas estudiosas de los procesos electorales de México y el mundo, desde los puntos de vista político, jurídico, sociológico y demás disciplinas afines que tiene por objetivos promover el conocimiento científico de los procesos electorales y las instituciones políticas de México y de otras naciones; promover la investigación teórica y empírica de todos los aspectos de la materia electoral y temas afines; fomentar el intercambio de conocimientos y experiencias sobre la materia; apoyar la difusión de los trabajos de los asociados sobre los procesos político-electorales; publicar libros, revistas, folletos y artículos sobre materia electoral y temas afines para los asociados; promover actividades de estudio y capacitación en la materia y temas afines para los asociados y el público; y contribuir a la formación y difusión de los valores democráticos en la sociedad. (Art. Tercero de los Estatutos de la Sociedad Mexicana de Estudios Electorales, A.C.)

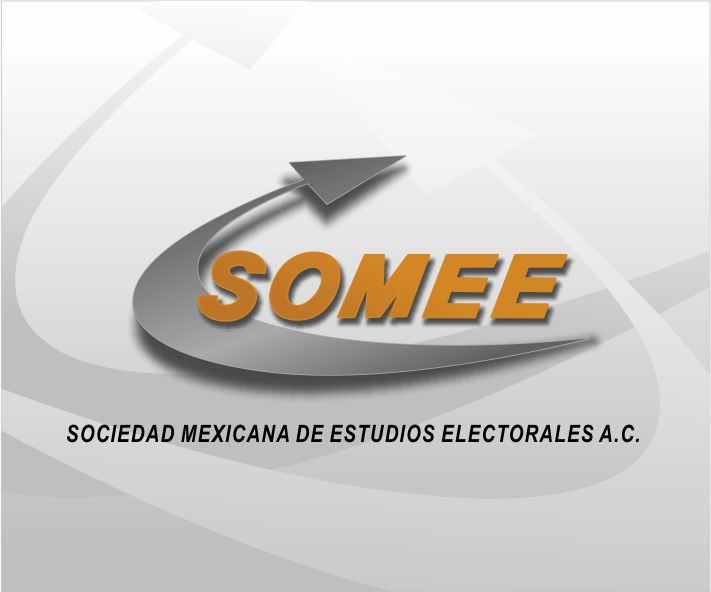

## Antecedentes
La Sociedad Mexicana de Estudios Electorales, A.C. tiene sus raíces en el trabajo desarrollado por el Grupo Especializado en Estudios Electorales del Consejo Mexicano de Ciencias Sociales (COMECSO) , mismo que nació en 1986 a partir de la inquietud de investigadores universitarios interesados en profundizar en el estudio de la creciente competitividad electoral mexicana. Desde entonces, la trayectoria del grupo y sus encuentros anuales permitieron fomentar y difundir la investigación político-electoral tanto en las universidades del país como en los institutos y organismos electorales.
En 1996, durante la Asamblea Anual del COMECSO se planteó como estrategia la desaparición de los grupos de trabajo en que se dividía temáticamente la actividad del Consejo. Si bien la propuesta no prosperó, movilizó a los integrantes del Grupo Especializado en Estudios Electorales a constituirse como una Asociación Civil de carácter académico, independiente del COMECSO, con el objeto de garantizar la estabilidad de sus trabajos a futuro.
El 1997 el entonces coordinador del Grupo Especializado en Estudios Electorales, René Valdiviezo Sandoval, convocó a una reunión en Oaxtepec, Morelos, en los que un grupo de investigadores conformados por Juan Reyes del Campillo, Lilia Venegas Aguilera, Javier Santiago Castillo y Luis Miguel Rionda elaboraron la propuesta de estatutos de la nueva asociación y sus documentos básicos.
En noviembre de 1997, durante el IX Encuentro Nacional de Investigadores en Estudios Electorales llevado a cabo en Zacatecas, Zacatecas, se concretó la iniciativa de integrar a todos los especialistas en el tema en una asociación civil independiente del COMECSO, para lo cual se discutieron las propuestas de estatutos que regular ana la nueva organización.
El 10 de julio de 1998 se firmó el acta constitutiva bajo el cobijo de la Universidad Michoacana de San Nicolás de Hidalgo, en Morelia, Michoacán. Desde entonces la Sociedad Mexicana de Estudios Electorales, A.C. ha organizado los Congresos Nacionales de Estudios Electorales, coordinado diplomados, publicado la Revista Mexicana de Estudios Electorales, entre otras actividades.
La SOMEE es una asociación civil sin fines de lucro que ha permanecido sobre la base del trabajo comprometido de sus asociados quienes, sin comprometer su libertad de pensamiento y de expresión, han logrado hacer de la asociación un referente nacional e internacional en la temática electoral.

## Congresos de Estudios Electorales y otros encuentros académicos
- Primer Encuentro Nacional de Investigadores en Estudios Electorales
- Segundo Encuentro Nacional de Investigadores en Estudios Electorales
- Seminario Nacional: Legislación electoral y Transición a la Democracia en México, Ciudad de México, 1991. Organizado por el Consejo Mexicano de Ciencias Sociales y la Universidad Autónoma Metropolitana.
- Primera Reunión de Trabajo sobre Procesos Electorales, Puebla, Puebla, 1991. Organizado por el Consejo Mexicano de Ciencias Sociales.
- Tercer Encuentro Nacional de Investigadores en Estudios Electorales, Pachuca, Hidalgo, 1991. Organizado conjuntamente con la Universidad Autónoma de Hidalgo.
- Cuarto Encuentro Nacional de Investigadores en Estudios Electorales, Tepic, Nayarit, 1992. Organizado conjuntamente con la Universidad Autónoma de Nayarit.
- Quinto Encuentro Nacional de Investigadores en Estudios Electorales, Valle de Bravo, Estado de México, 1993. Organizado conjuntamente con la Universidad Autónoma del Estado de México y la Universidad Autónoma Metropolitana-Unidad Xochimilco
- Sexto Encuentro Nacional de Investigadores en Estudios Electorales, Ciudad de México, 1994. Organizado conjuntamente con la Universidad Autónoma Metropolitana.
- Séptimo Encuentro Nacional de Investigadores en Estudios Electorales, Santa Ana, Tlaxcala, 1995. Organizado conjuntamente con la Universidad Autónoma de Tlaxcala.
- Octavo Encuentro Nacional de Investigadores en Estudios Electorales, Guanajuato, Guanajuato, 1996. Organizado conjuntamente con la Universidad de Guanajuato.
- Noveno Encuentro Nacional de Investigadores en Estudios Electorales, Zacatecas, Zacatecas, 1997. Organizado conjuntamente con la Universidad Autónoma de Zacatecas.
- Décimo Congreso Nacional de Estudios Electorales, La Paz, Baja California Sur, 1998. Organizado conjuntamente con la Universidad Autónoma de Baja California Sur.
- Undécimo Congreso Nacional de Estudios Electoral, Puebla, Puebla, 1999. Organizado conjuntamente con la Benemérita Universidad Autónoma de Puebla.
- Décimo segundo Congreso Nacional de Estudios Electorales, Ciudad de México, 2000. Organizado conjuntamente con la Universidad Autónoma Metropolitana.
- Decimotercer Congreso Nacional de Estudios Electorales, Veracruz, Veracruz, 2001. Organizado conjuntamente con la Universidad Veracruzana.
- Décimo cuarto Congreso Nacional de Estudios Electorales, Mazatlán, Sinaloa, 2002. Organizado conjuntamente con la Universidad Autónoma de Sinaloa y la Universidad de Occidente.
- Décimo quinto Congreso Nacional de Estudios Electorales, San Miguel Allende, Guanajuato, 2003. Organizado conjuntamente con la Universidad de Guanajuato.
- Décimo sexto Congreso Nacional de Estudios Electorales, Torreón, Coahuila, 2004. Organizado conjuntamente con la Universidad Autónoma de Coahuila.
- Décimo séptimo Congreso Nacional y Primer Congreso Internacional de Estudios Electorales, Querétaro, Querétaro, 2005. Organizado conjuntamente con la Universidad Autónoma de Querétaro.
- Décimo octavo Congreso Nacional de Estudios Electorales, Toluca, Estado de México, 2006. Organizado conjuntamente con la Universidad Autónoma Benito Juárez de Oaxaca, el Instituto Electoral del Estado de México  y el Consejo de Investigadores de la Opinión Pública.
- Décimo noveno Congreso Nacional- Segundo Internacional de Estudios Electorales, Guadalajara, Jalisco, 2007. Organizado conjuntamente con la Universidad de Guadalajara.
- Vigésimo Congreso Nacional de Estudios Electorales, Morelia, Michoacán,2008. Organizado conjuntamente con la Universidad Michoacana de San Nicolás de Hidalgo.
- III Congreso Internacional de Estudios Electorales, Salamanca, España, 2009. Organizado conjuntamente con la Universidad de Salamanca.
- XXI Congreso nacional de Estudios Electorales, Puebla, Puebla, 2010. Organizado conjuntamente con la Benemérita Universidad Autónoma de Puebla.
- IV Congreso Internacional y XXII Nacional de Estudios Electorales, Ciudad de México, 2011]. Organizado conjuntamente con la Universidad Nacional Autónoma de México.
- XXIII Congreso Nacional de Estudios Electorales, Nuevo Vallarta, Nayarit, 2012. Organizado conjuntamente con la Universidad Autónoma de Nayarit y el Instituto Estatal Electoral de Nayarit.
- XXIV Congreso Nacional de Estudios Electorales, Zacatecas, Zacatecas, 2013.] Organizado conjuntamente con la Universidad Autónoma de Zacatecas y el Instituto Electoral Estatal de Zacatecas.
- V Congreso Internacional y XXV Congreso Nacional de Estudios Electorales "Integridad y equidad electoral en América Latina", San José, Costa Rica, 11 al 14 de noviembre de 2014.] Organizado conjuntamente con el Instituto interamericano de Derechos Humanos, el Tribunal Supremo de Costa Rica y laUniversidad de Costa Rica.
- XXVI Congreso Nacional de Estudios Electorales "Balance de la reforma electoral 2014", Monterrey, Nuevo León, 13 al 16 de octubre de 2015. Organizado conjuntamente con la Universidad Autónoma de Nuevo León.
- XXVII Congreso Nacional de Estudios Electorales "El nuevo mapa electoral mexicano", Guanajuato, Guanajuato, 14 al 16 de noviembre de 2016. Organizado conjuntamente con el Instituto Electoral del Estado de Guanajuato, la Universidad de Guanajuato y el Tribunal Estatal Electoral de Guanajuato.
- XXVIII Congreso Internacional de Estudios Electorales "Los desafíos globales de la gobernanza electoral", Ciudad de México, 22 al 25 de agosto de 2017. Organizado conjuntamente con el Instituto Electoral del Distrito Federal y la Universidad Nacional Autónoma de México.
- XXIX Congreso Internacional de Estudios Electorales "Balance de los procesos electorales 2017-2018", Monterrey, Nuevo León, 6 al 9 de noviembre de 2018. Organizado conjuntamente con la Universidad de Monterrey y la Comisión Estatal Electoral Nuevo León.
- XXX Congreso Internacional de Estudios Electorales "Democracia representativa y democracia participativa en tiempos de cambio", Villahermosa, Tabasco, 10 al 13 de septiembre de 2019. Convocado conjuntamente con el Instituto Electoral y de Participación Ciudadana de Tabasco.
- XXXI Congreso Internacional de Estudios Electorales "Los dilemas de la democracia en América Latina", Guadalajara, Jalisco, 6 al 9 de octubre de 2020. Convocado por la Universidad de Guadalajara, el Instituto Nacional Electoral, el Instituto Electoral y de Participación Ciudadana de Jalisco y El Colegio de Jalisco, A.C.
- XXXII Congreso Internacional de Estudios Electorales "Coaliciones Electorales en América Latina", Chetumal, Quintana Roo, 12 al 15 de octubre del 2021. Convocado por el Instituto Nacional Electoral, el Tribunal Electoral del Poder Judicial de la Federación, la Universidad de Quintana Roo, el Instituto Electoral de Quintana Roo y el Instituto Nacional de Estudios Sindicales y de Administración Pública, Delegación Quintana Roo.
- XXXIII Congreso Internacional de Estudios Electorales: América Latina y El Caribe, elecciones y virajes políticos, 11 al 14 de octubre de 2022 en , Colima, México (Formato hìbrido). Convocado por  Sociedad Mexicana de Estudios Electorales A.C., el Instituto Nacional Electoral, el Tribunal Electoral del Poder Judicial de la Federación, la Universidad de Colima, el International Institute for Democracy and Electoral Assistance (IDEA), la Fundación Democracia Participativa (FUDEPA) y el Instituto Electoral del Estado de Colima.
- XXXIV Congreso Internacional de Estudios Electorales: Representatividad y legitimidad en la construcción democrática. Del martes, 17 de octubre de 2023 al viernes, 20 de octubre de 2023 en Carretera escénica Tijuana - Ensenada, Km 18.5, San Antonio del Mar, 22560 Tijuana, Baja California, México., Tijuana, Baja California, México | Híbrido.
- XXXV Congreso Internacional de Estudios Electorales: Democracias y Procesos Electorales 2024. Resonancias, desafíos y oportunidades.Del martes, 19 de noviembre de 2024 al viernes, 22 de noviembre de 2024 en Edificio Histórico de Rectoría y Biblioteca Central "Dr. Juan Josafat Pichardo". Universidad Autónoma del Estado de México., Toluca, Estado de México.

## Presidentes y comités directivos
Mientras el Grupo Especializado en Estudios Electorales formó parte del COMECSO, no había cuerpos directivos formales. Únicamente se nombraba un coordinador de cada encuentro perteneciente a la Universidad que fungía como sede, y un presidente por el término de un año. A partir de 1995, a quien fungía como coordinador del encuentro se le designaba como presidente para el siguiente período de un año. Desde 1997, con la creación de la SOMEE comenzaron los cuerpos directivos formales que se enlistan a continuación:
1997-1999
- Presidente: Jaime Rivera Velázquez
- Vicepresidente: Ricardo Espinoza Toledo
- Secretario Académico: Juan Francisco Reyes del Campillo Lona
- Secretario de Organización: René Valdiviezo Sandoval
- Tesorera: Marina Garmendia Gómez

1999-2001
- Presidente: Leonardo Valdés Zurita
- Vicepresidente: René Valdiviezo Sandoval
- Secretaria Académica: Silvia Gómez Tagle
- Secretario de Organización: Luis Miguel Rionda Ramírez
- Tesorero: Juan Reyes del Campillo Lona

2001-2003
- Presidente: Leonardo Valdés Zurita
- Vicepresidente: René Valdiviezo Sandoval
- Secretario Académico: Pablo Javier Becerra Chávez
- Secretario de Organización: Luis Miguel Rionda Ramírez
- Tesorera: María Magdalena Rocha Peña

2003-2005
- Presidente: Juan Reyes del Campillo
- Vicepresidente: Juan Schuster Fonseca
- Secretario Académico: Pablo Javier Becerra Chávez
- Secretario de Organización: Lilia Venegas Aguilera
- Tesorera: Rosalba Vera Núñez

2005-2007
- Presidente: Pablo Javier Becerra Chávez
- Secretaria General: Martha Gloria Morales Garza
- Secretario Académico: Juan Reyes del Campillo
- Secretario de Organización: Ricardo de la Peña
- Tesorera: Rosalba Vera Núñez

2007-2010

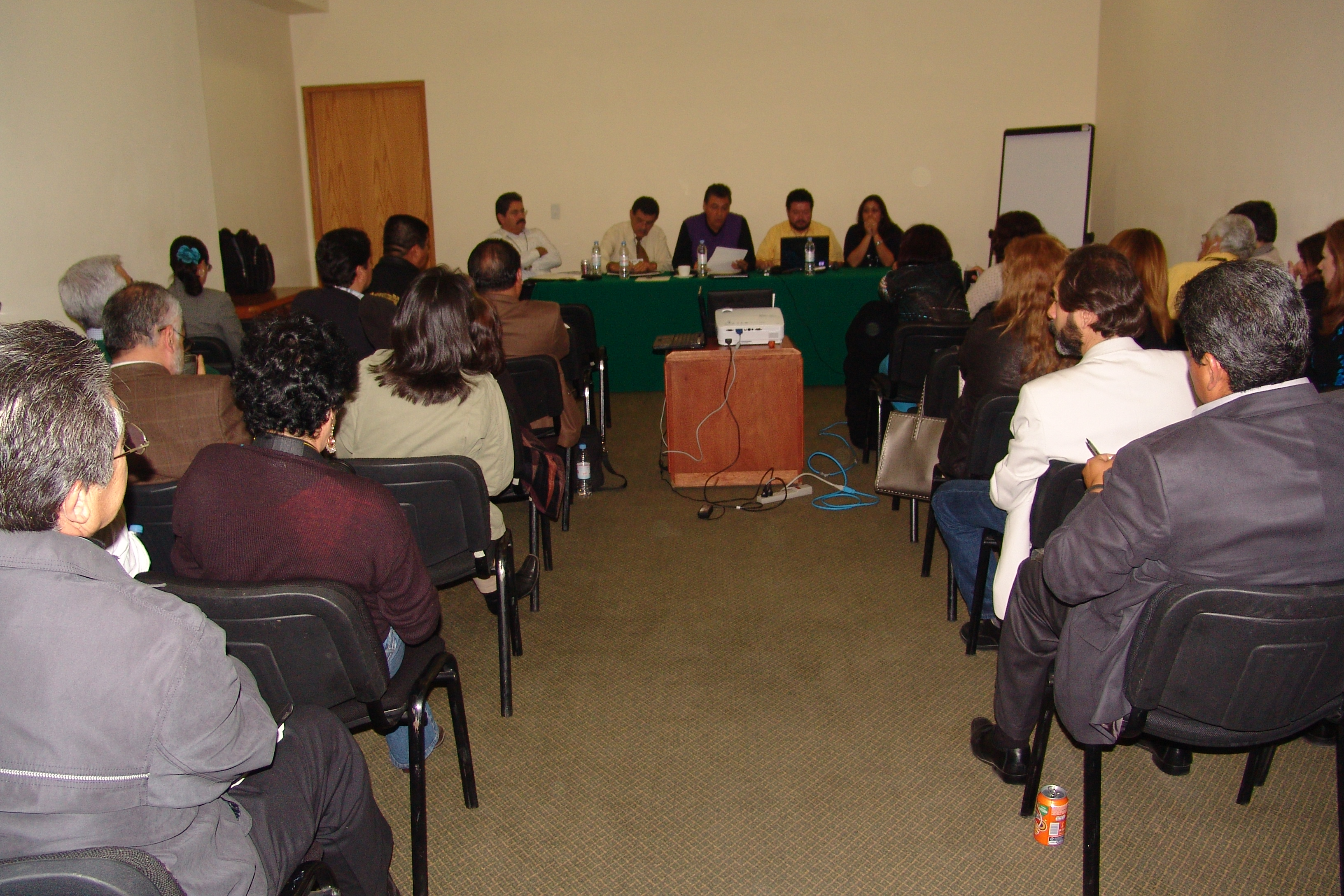
Consejo Directivo 2007-2010

- Presidente: Ernesto Hernández Norzagaray
- Secretario General: Luis Miguel Rionda Ramírez
- Secretario Académico: Víctor Alejandro Espinoza Valle
- Secretario de Organización: René Valdiviezo Sandoval
- Tesorera: Angélica Cazarín Martínez

2010-2012

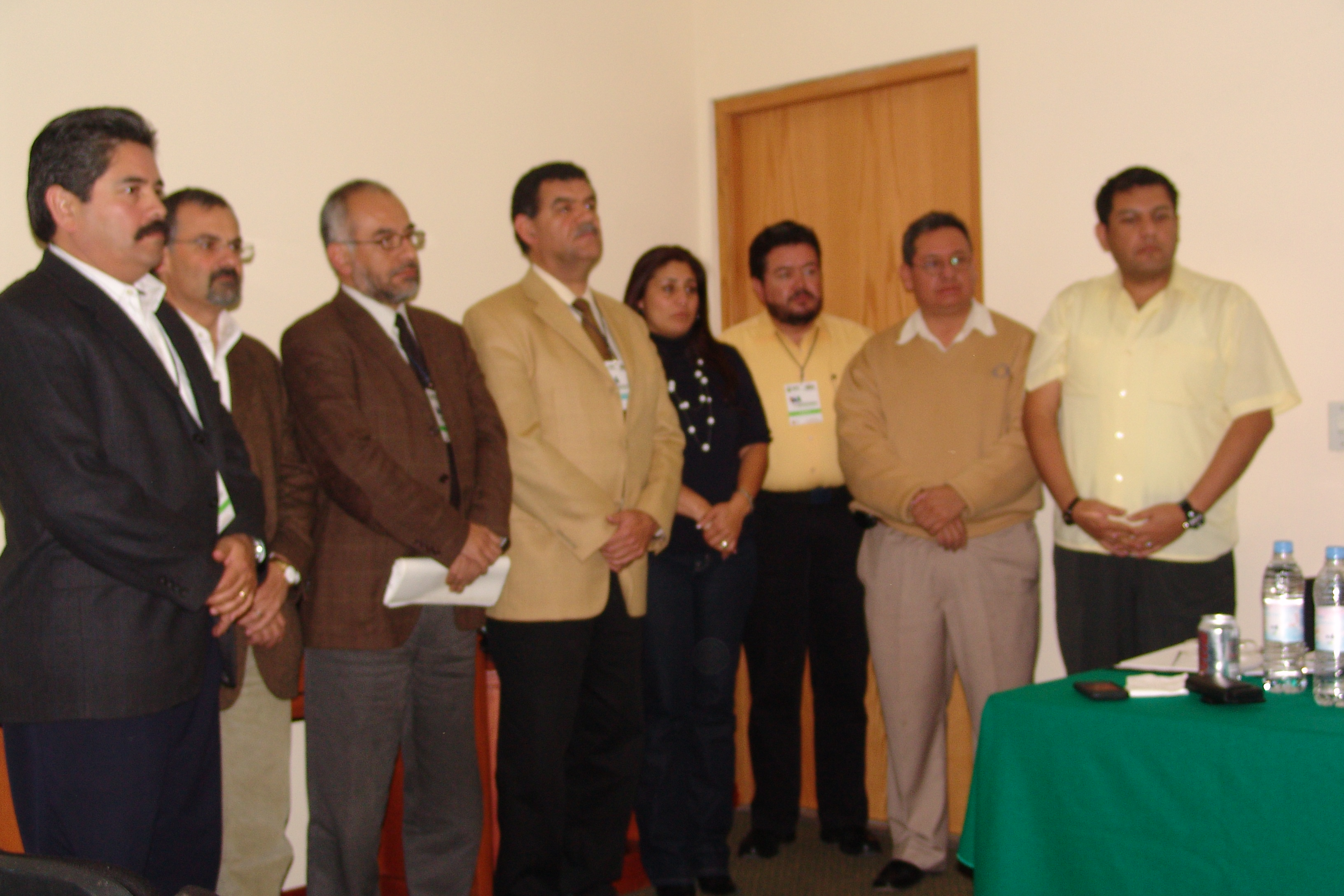
Consejo Directivo 2010-2012

- Presidente: René Valdiviezo Sandoval
- Secretario General: Luis Eduardo Medina Torres
- Secretario Académico: Víctor Alarcón Olguín
- Secretario de Organización: Javier Arzuaga Magnoni
- Tesorera: Angélica Cazarín Martínez

2012-2015
- Presidente: Víctor Alarcón Olguín
- Secretario General: Luis Eduardo Medina Torres
- Secretaria Académica: Angélica Cazarín Martínez
- Secretario de Organización: Javier Arzuaga Magnoni (2012-2014)
- Secretario de Comunicación y Vinculación: Ricardo de la Peña (2014-2015)
- Tesorera: Marcela Ávila-Eggleton

2015-2018
- Presidente: Luis Eduardo Medina Torres
- Secretario General: Edwin Cuitláhuac Ramírez
- Secretaria Académica: Angélica Cazarín Martínez
- Secretario de Organización: Ricardo de la Peña
- Secretaria de Comunicación y Vinculación: Karolina Gilas
- Tesorera: Marcela Ávila-Eggleton

2019-2020
- Presidenta: Angélica Cazarín Martínez
- Secretaria General: Olga González Martínez
- Secretaria Académica:  Marcela Ávila-Eggleton
- Secretario de Organización: Ricardo de la Peña
- Secretario de Comunicación y Vinculación: Carlos González
- Tesorera: Martha Elisa Nateras

2020-2021
- Presidenta: Angélica Cazarín Martínez
- Secretaria General: Nirvana Fabiola Rosales Ochoa
- Secretaria Académica:  Marcela Ávila-Eggleton
- Secretario de Organización: Ricardo de la Peña
- Secretario de Comunicación y Vinculación: Carlos González
- Tesorera: Martha Elisa Nateras

2022-2024
- Presidenta: Nirvana Fabiola Rosales Ochoa
- Secretaria General: Luis Gabriel Mota (2022) Griselda Beatriz Rangel Juárez (2022-2024)
- Secretaría Académica: Víctor Alejandro Espinoza Valle (2022) Rosa Ynés Alacio García (2022-2024)
- Secretaria de Organización: Carolina Sthephania Muñoz Canto
- Secretario de Comunicación y Vinculación: Carlos González
- Tesorera: Martha Elisa Nateras González

2025-2027
- Presidenta: Martha Elisa Nateras González
- Secretaria General: Luis Miguel Rionda Ramírez
- Secretaría Académica: Rosa Ynés Alacio García
- Secretaria de Organización: Abel Muñoz Pedraza
- Secretario de Comunicación y Vinculación: Diana Sánchez Romero
- Tesorera: Francisco J. Morales Camarena

## Revista Mexicana de Estudios Electorales
Desde el año 2003 la SOMEE edita la Revista Mexicana de Estudios Electorales, espacio académico en el que especialistas de diversas ramas del conocimiento ofrecen alternativas para entender y explicar el fenómeno electoral. Se trata de un espacio para el análisis y la difusión de la investigación científica en torno a los temas electorales en México y el Mundo. Desde entonces se han publicado diecinueve números de la revista. 

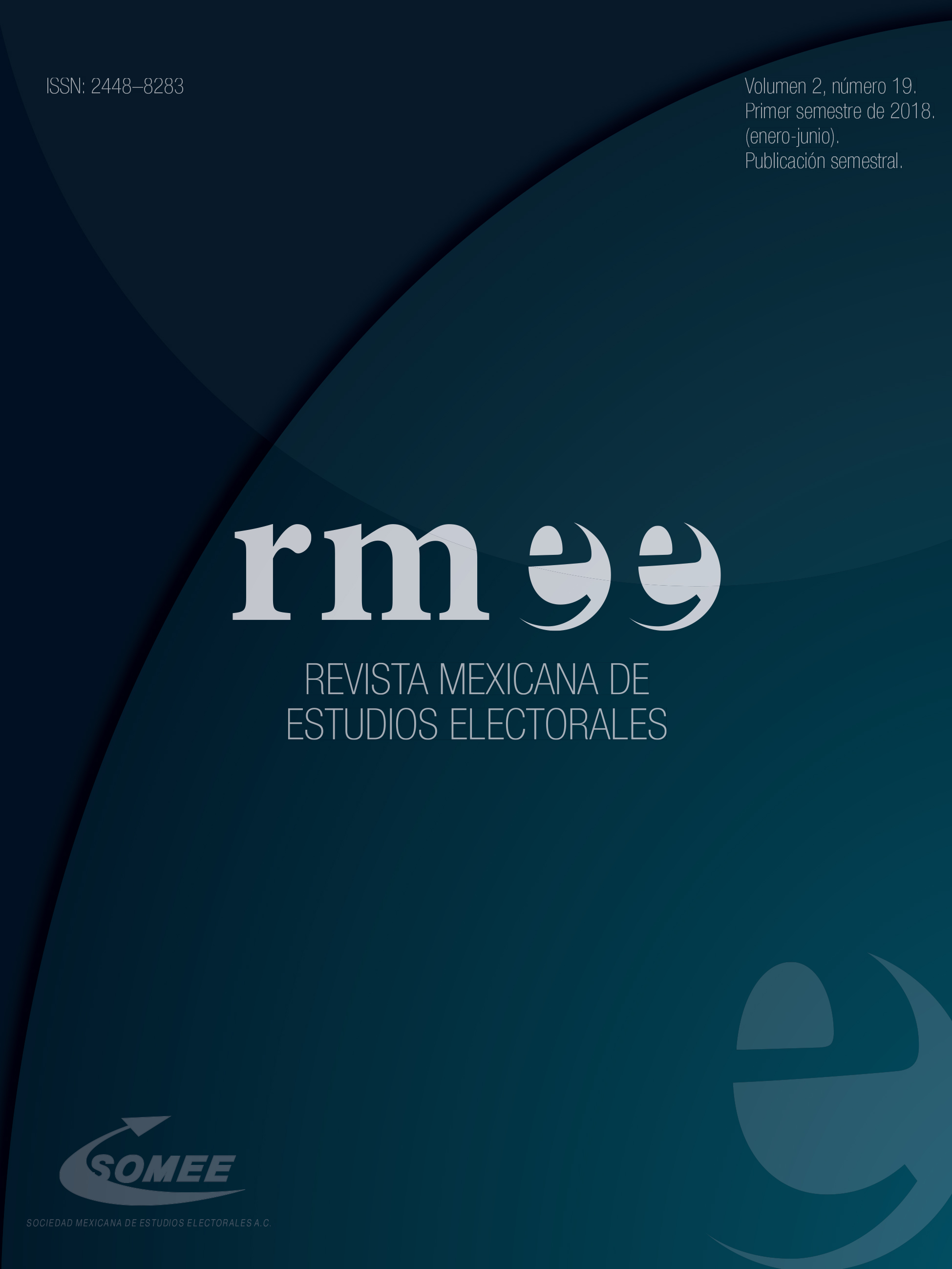
no